# DCLRE1A
DCLRE1A‏ (DNA cross-link repair 1A) هوَ بروتين يُشَفر بواسطة جين DCLRE1A في الإنسان.